# Ameerega rubriventris
Ameerega rubriventris är en groddjursart som först beskrevs av Lötters, Debold, Henle, Glaw och Mathias Kneller 1997.  Ameerega rubriventris ingår i släktet Ameerega och familjen pilgiftsgrodor. IUCN kategoriserar arten globalt som otillräckligt studerad. Inga underarter finns listade i Catalogue of Life.